# Le cascate proibite
Le cascate proibite è un romanzo horror per ragazzi di R.L. Stine. In Italia è stato pubblicato nella collana Super brividi.

## Trama
Russell torna al campeggio dove va tutte le estati, solo che quest'anno fa parte del gruppo dei grandi ed è preoccupato perché deve fare l'escursione che tutti temono: quella alle cascate proibite; su queste cascate proibite, gira una leggenda raccontata dagli animatori del campeggio di Russell: durante un'escursione, un gruppo di campeggiatori affronta l'escursione alle cascate ma non torna più indietro. Nonostante abbia paura, Russell decide di salire sulla canoa e affrontare le cascate.